# 車籠埔
車籠埔，為臺灣臺中市太平區的地名，位於該區南部。相較於今日行政區，其範圍大致包括福隆里不含西北端及東北部邊界地帶、興隆里、光隆里不含東部、德隆里、永隆里不含最東端、黃竹里不含最西端及北至東北部邊界地帶。
車籠埔的光隆營區過去是陸軍新兵訓練中心所在地之一，以「血濺車籠埔，淚灑關東橋，魂斷金六結，命喪成功嶺」而聞名。921大地震以後，復以「車籠埔斷層」而更成為全臺眾知。

## 歷史
車籠埔地名起源不詳。車籠埔謂為「車輪埔」或「車人埔」之台語近音。在民間則流傳著故事，據傳當地因漢人與原住民之間經常有所衝突，製糖埔總共有36位工人在媽祖祭典這夜，被原住民襲擊而全數喪生，由於死亡人數眾多，當地村民用牛車載滿許多屍體，故得「車籠埔」。
據知，車籠埔早在清乾隆55年（1750年）就已經發展出聚落，並劃為「車籠埔庄」，由藍興堡所轄。進入日治時期後，車籠埔仍沿用清代體制不變。大正9年（1920年），全臺改為五州三廳，車籠埔改為臺中州大屯郡大平車籠埔大字，下轄有「車籠埔小字」、黃竹坑小字（今黃竹里）。該庄北與東邊與頭汴坑庄為鄰，東南邊為墘溪灣庄，南邊為阿罩霧庄，西南邊北段與番仔寮庄為鄰，西南邊南段與塗城庄為鄰，西北與太平庄為鄰。
1945年二戰後，中華民國政府調整臺灣行政區域，大平庄改制為太平鄉，車籠埔小字改制為「光隆村」。1950年4月，拆分興隆路以北地區為「興隆村」。1987年9月再拆分西南端為「德隆村」。1996年4月太平鄉升格為市，各村改制為「里」。2005年8月，太平市19里重劃成39里，原興隆里再拆分為福隆、興隆二里，原光隆里亦再拆分為光隆、永隆二里，連同德隆里共有五里。現今這五里即通稱「車籠埔地區」。
陸軍十軍團五二工兵群駐地光隆營區，所在位置正是車籠埔地區，過去光隆營區為步兵二三四師（今機步二三四旅）的師部所在，同時為新兵訓練中心，以其訓練尤為嚴格的作風而聞名全軍、為所有陸軍新訓中心之最，在民間流傳的辛苦等級中位居第1，稱為「血濺車籠埔，淚灑關東橋，魂斷金六結，亡命成功嶺；歡樂滿仁武，新中是樂園，官田休息站，快樂斗煥坪」。

## 地理
車籠埔位於頭汴坑溪與草湖溪之沖積扇分界上，海拔高度約90公尺，是處呈東向西緩降之地形。其東面倚著大橫屏山之山系，境內有座海拔437公尺之車籠山。車籠埔大致以南北走向發展聚落，主要在光興路（縣道129號）串連各里，南北可通臺中、南投。
中央地質調查所為測製《臺中圖幅》，曾進行野外實地調查，發現在竹子坑西南方一公里處有斷層露頭，刊載於《臺灣活動斷層概論》則歸類為第二類活動斷層，並命名為「車籠埔斷層」。1999年9月21日發生921大地震後，車籠埔之名乃以「車籠埔斷層」廣為全臺眾知。

## 教育機關

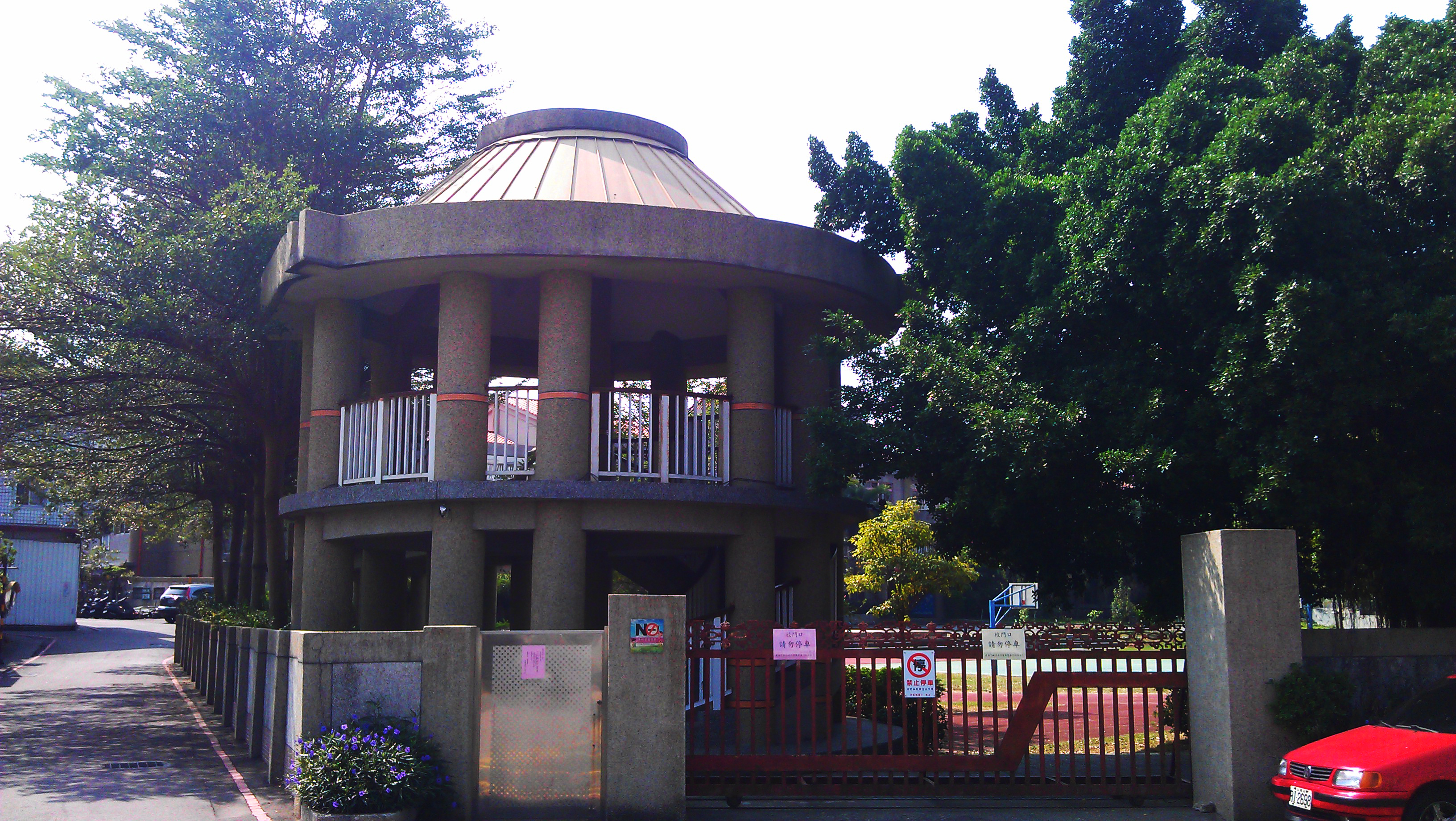
車籠埔國小側門

- 臺中市太平區光隆國民小學
- 臺中市太平區車籠埔國民小學

## 旅遊景點

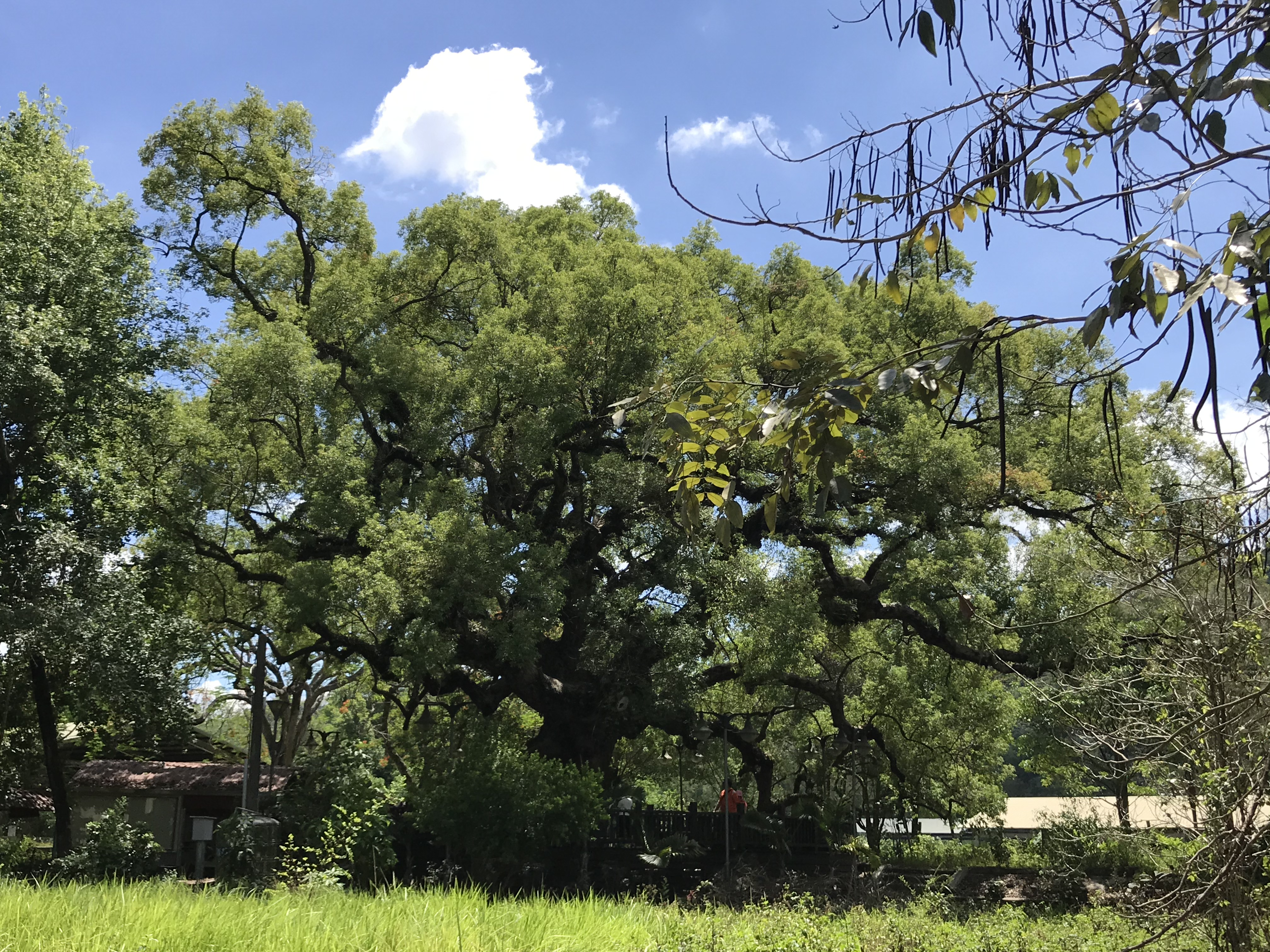
車籠埔樹將軍

- 新坪自行車道
  - 太平古農莊文物館
  - 車籠埔樟樹公
- 吳家花園
- 頭汴坑溪自行車道

## 交通
主要聯外道路
- 光興路（市道129號）
- 長龍路（市道136號）
- 太堤東路

市區公車
- 統聯客運：3
- 東南客運：7
- 台中客運：41
- 豐原客運：280、286